# Monique Mercure
Monique Mercure, nacida como Monique Émond, (Quebec, 14 de noviembre de 1930-17 de mayo de 2020) fue una actriz canadiense.

## Biografía
Nació bajo el nombre de Monique Émond en Montreal, Quebec. Hija de Eugene e Yvonne Émond. Desde temprana edad, sus padres la inscribieron en clases de baile, teoría musical y clases de violonchelo. Más tarde, se casó con Pierre Mercure en 1949; la pareja tuvo tres hijos. 
Estudió música y danza, antes de probar el teatro en compañía del St. Lawrence College. En 1960 llevó a cabo su primer papel importante en la substitución de una actriz en la ópera del penique. En el Festival de Cannes  de 1977 ganó el premio a la mejor actriz por la película JA Martin Photographer.
En 1992 ganó un Genie Award por su papel como Fadela en Naked Lunch . En 1979, fue nombrada Oficial de la Orden de Canadá y fue promovida a Compañera en 1993. En 1999 ganó otro Genio por su papel como Grace Gallagher, una residente de Conquest en Saskatchewan.c.ca; accedido el 27 de agosto de 2015.
Falleció a los ochenta y nueve años en su domicilio el 17 de mayo de 2020 a causa de un cáncer.

## Premios y distinciones
Festival Internacional de Cine de Cannes
| Año  | Categoría    | Película                | Resultado |
| ---- | ------------ | ----------------------- | --------- |
| 1977 | Mejor actriz | J.A. Martin Photographe | Ganadora  |